# Podkraj (gmina Ig)
Podkraj – wieś w Słowenii, w gminie Ig. W 2018 roku liczyła 134 mieszkańców.